# 1952年夏季奥林匹克运动会游泳比赛
1952年夏季奥林匹克运动会在赫尔辛基举行。其中共有11个游泳项目：男子项目有6项，女子项目有5项。比赛场地为赫尔辛基露天游泳馆。来自48个国家和地区的319名运动员参加了游泳项目的比赛。

## 奖牌榜
| 排名                 | 代表团               | 金牌 | 銀牌 | 銅牌 | 总计 |
| -------------------- | -------------------- | ---- | ---- | ---- | ---- |
| 1                    | 美国（USA）          | 4    | 2    | 3    | 9    |
| 2                    | 匈牙利（HUN）        | 4    | 2    | 1    | 7    |
| 3                    | 法国（FRA）          | 1    | 1    | 1    | 3    |
| 4                    | （AUS）              | 1    | 0    | 0    | 1    |
| 4                    | 南非（RSA）          | 1    | 0    | 0    | 1    |
| 6                    | 日本（JPN）          | 0    | 3    | 0    | 3    |
| 6                    | 荷兰（NED）          | 0    | 3    | 0    | 3    |
| 8                    | 瑞典（SWE）          | 0    | 0    | 2    | 2    |
| 9                    | 巴西（BRA）          | 0    | 0    | 1    | 1    |
| 9                    | 英国（GBR）          | 0    | 0    | 1    | 1    |
| 9                    | 德国（GER）          | 0    | 0    | 1    | 1    |
| 9                    | 新西兰（NZL）        | 0    | 0    | 1    | 1    |
| 总计（共12个代表团） | 总计（共12个代表团） | 11   | 11   | 11   | 33   |

## 各项成绩

### 男子项目
| 项目          | 金牌                                                              | 金牌         | 银牌                                                  | 银牌    | 铜牌                                                                         | 铜牌    |
| 100米自由泳   | 克拉克·斯科尔斯 · 美国（USA）                                     | 57.4         | 铃木弘 · 日本（JPN）                                  | 57.4    | 约兰·拉松 · 瑞典（SWE）                                                      | 58.2    |
| 400米自由泳   | 让·布瓦特 · 法国（FRA）                                           | 4:30.7 (OR)  | 福特·绀野 · 美国（USA）                               | 4:31.3  | 佩尔-奥洛夫·厄斯特兰德 · 瑞典（SWE）                                         | 4:35.2  |
| 1500米自由泳  | 福特·绀野 · 美国（USA）                                           | 18:30.3 (OR) | 桥爪四郎 · 日本（JPN）                                | 18:41.4 | Tetsuo Okamoto · 巴西（BRA）                                                 | 18:51.3 |
| 100米仰泳     | Yoshi Oyakawa · 美国（USA）                                       | 1:05.9 (OR)  | 吉尔贝·博宗 · 法国（FRA）                             | 1:06.2  | Jack Taylor · 美国（USA）                                                    | 1:06.4  |
| 200米仰泳     | 约翰·戴维斯 · （AUS）                                             | 2:34.4 (OR)  | Bowen Stassforth · 美国（USA）                        | 2:34.7  | 赫伯特·克莱因 · 德国（GER）                                                  | 2:35.9  |
| 4×200米自由泳 | 美国（USA） · 韦恩·穆尔 · 比尔·伍尔西 · 福特·绀野 · 吉米·麦克莱恩 | 8:31.1 (OR)  | 日本（JPN） · 铃木弘 · 濱口喜博 · 后藤畅 · 谷川祯次郎 | 8:33.5  | 法国（FRA） · Joseph Bernardo · 阿尔多·埃米南特 · Alexandre Jany · 让·布瓦特 | 8:45.9  |

### 女子项目
| 项目          | 金牌                                                                      | 金牌        | 银牌 | 银牌   | 铜牌                                                                           | 铜牌   |
| 100米自由泳   | 瑟凯·考陶琳 · 匈牙利（HUN）                                               | 1:06.3      | Hannie Termeulen · 荷兰（NED）                                                                               | 1:06.5 | 泰迈什·尤迪特 · 匈牙利（HUN）                                                  | 1:07.6 |
| 400米自由泳   | 真格·沃莱里娅 · 匈牙利（HUN）                                             | 5:12.1 (OR) | 诺瓦克·埃娃 · 匈牙利（HUN）                                                                                  | 5:13.7 | Evelyn Kawamoto · 美国（USA）                                                  | 5:14.6 |
| 100米仰泳     | 琼·哈里森 · 南非（RSA）                                                   | 1:14.3      | Geertje Wielema · 荷兰（NED）                                                                                | 1:14.5 | 琼·斯图尔特 · 新西兰（NZL）                                                    | 1:15.8 |
| 200米仰泳     | 塞凯伊·埃娃 · 匈牙利（HUN）                                               | 2:51.7 (OR) | 诺瓦克·埃娃 · 匈牙利（HUN）                                                                                  | 2:54.4 | 埃莉诺·戈登 · 英国（GBR）                                                      | 2:57.6 |
| 4×100米自由泳 | 匈牙利（HUN） · 诺瓦克·伊隆瑙 · 泰迈什·尤迪特 · 诺瓦克·埃娃 · 瑟凯·考陶琳 | 4:24.4 (WR) | 荷兰（NED） · Marie-Louise Linssen-Vaessen · Koosje van Voorn · Hannie Termeulen · Irma Heijting-Schuhmacher | 4:29.0 | 美国（USA） · Jackie LaVine · Marilee Stepan · Jody Alderson · Evelyn Kawamoto | 4:30.1 |

## 参赛国家和地区
共有来自48个国家和地区的319名选手参加了比赛。
| - 阿根廷（7） - （10） - 奥地利（3） - 比利时（10） - 百慕大（2） - 巴西（12） - 加拿大（9） - 智利（1） - 中国（1） - 古巴（2） - 捷克斯洛伐克（4） - 丹麦（9） |  | - 埃及（3） - 芬兰（13） - 法国（16） - 德国（9） - 英国（21） - 危地马拉（1） - 香港（4） - 匈牙利（15） - 印度（5） - 印度尼西亚（1） - 以色列（1） - 意大利（10） |  | - 日本（22） - 卢森堡（1） - 墨西哥（8） - 荷兰（13） - 新西兰（2） - 挪威（3） - 巴基斯坦（2） - 菲律宾（1） - 波兰（7） - 葡萄牙（4） - 罗马尼亚（1） - 萨尔保护领（1） |  | - 新加坡（1） - 南非（6） - 越南（1） - 苏联（18） - 西班牙（3） - 斯里兰卡（1） - 瑞典（12） - 瑞士（8） - 美国（30） - 乌拉圭（1） - 委内瑞拉（1） - 南斯拉夫（3） |